# Protobrama
Protobrama è un genere di pesci ossei estinto, appartenente ai tselfatiiformi. Visse nel Cretaceo superiore (Cenomaniano, circa 95 milioni di anni fa) e i suoi resti fossili sono stati ritrovati in Libano.

## Descrizione
Questo animale è noto per alcuni esemplari di piccole dimensioni, lunghi al massimo 15 centimetri. Protobrama era privo di pinne ventrali, e il corpo era contornato da lunghe pinne impari (dorsale e anale), che raggiungevano la coda. La pinna caudale era dotata di due lobi profondamente divisi, mentre le pinne pettorali erano spostate verso l'alto. Rispetto ad animali simili come Tselfatia, il corpo di Protobrama era meno compresso lateralmente e meno sviluppato in altezza; inoltre le pinne impari erano meno sviluppate. 

## Classificazione
Protobrama venne descritto per la prima volta da Arthur Smith Woodward nel 1942, sulla base di un fossile proveniente dal Libano. Originariamente considerato un rappresentante dei Percoidi, un successivo studio di Patterson (1964) mise in luce le parentele con Tselfatia, parentele confermate in seguito con la scoperta di un altro esemplare (Patterson, 1967). Patterson considerò Protobrama e Tselfatia membri degli Osteoglossomorpha, mentre Taverne (1975) ritenne Protobrama un salmoniforme specializzato. Attualmente, Protobrama e Tselfatia vengono considerati stretti parenti, entrambi appartenenti al gruppo degli Tselfatiiformes. La specie tipo è Protobrama avus, mentre la specie P. woodwardi, descritta nel 2004, possiede un profilo più compatto.